# Bäckhammar
Bäckhammar is een plaats in de gemeente Kristinehamn in het landschap Värmland en de provincie Värmlands län in Zweden. De plaats heeft 318 inwoners (2005) en een oppervlakte van 91 hectare.